# Trzaj (fizika)
Trzáj je v fiziki stopnja spreminjanja pospeška. Trzaj je prvi odvod pospeška oziroma drugi odvod hitrosti po času, kar lahko zapišemo na naslednje načine
{\displaystyle {\vec {\mathbf {j} }}={\frac {\mathrm {d} {\vec {\mathbf {a} }}}{\mathrm {d} t}}={\frac {\mathrm {d} ^{2}{\vec {\mathbf {v} }}}{\mathrm {d} t^{2}}}={\frac {\mathrm {d} ^{3}{\vec {\mathbf {s} }}}{\mathrm {d} t^{3}}}\!\,,}
kjer je:
- {\displaystyle {\vec {\mathbf {a} }}} pospešek,
- {\displaystyle {\vec {\mathbf {v} }}} hitrost,
- {\displaystyle {\vec {\mathbf {s} }}} lega,
- {\displaystyle {\mathit {t}}} čas.

Trzaj je vektor. Enota za merjenje trzaja je {\displaystyle m/s^{3}\,} ali {\displaystyle m\cdot s^{-3}\,}. Oznaka, ki bi se uporabljala za trzaj, še ni uradno določena (včasih se uporablja kar oznaka {\displaystyle j\,}).
Trzaj se med drugim uporablja v tehniki pri konstruiranju zavor.